# Huis-Museum Aram Chatsjatoerjan
Het Huis-Museum Aram Chatsjatoerjan is een museum in Jerevan, Armenië, dat gewijd is aan de componist Aram Chatsjatoerjan (1903-1978).
De voorbereidingen werden vanaf 1978 getroffen en de deuren van het museum werden geopend op 23 februari 1984. Chatsjatoerjan is zelf nog betrokken geweest bij het ontwerpen van de inrichting. Het museum bestaat uit de uitbreiding van het huis waar Chatsjatoerjan verbleef als hij in de Armeense hoofdstad was. De uitbreiding werd ontworpen door de architect Edward Altunjan. Aan de voorzijde van het gebouw zijn vijf bogen te zien die verwijzen naar stemvorken.
Het museum bevindt zich op de begane grond. Tien lichte, ruimtelijke hallen zijn bestemd voor de permanente exposities. Het museum gaat in op het persoonlijke leven, de carrière en de muziek van de componist. Het heeft verder een functie voor ontmoetingscentrum van onderzoekers en liefhebbers wereldwijd.

## Galerij

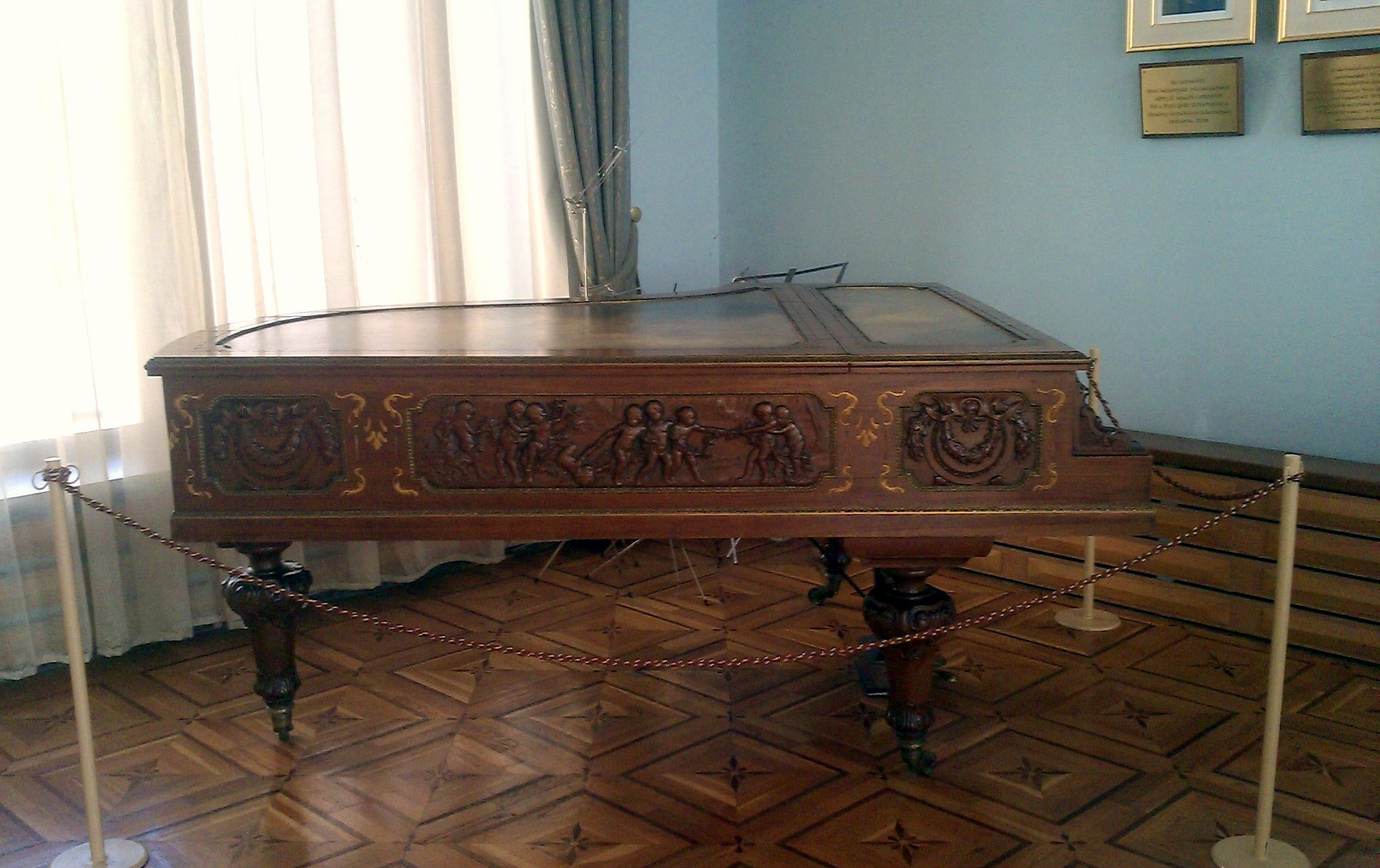
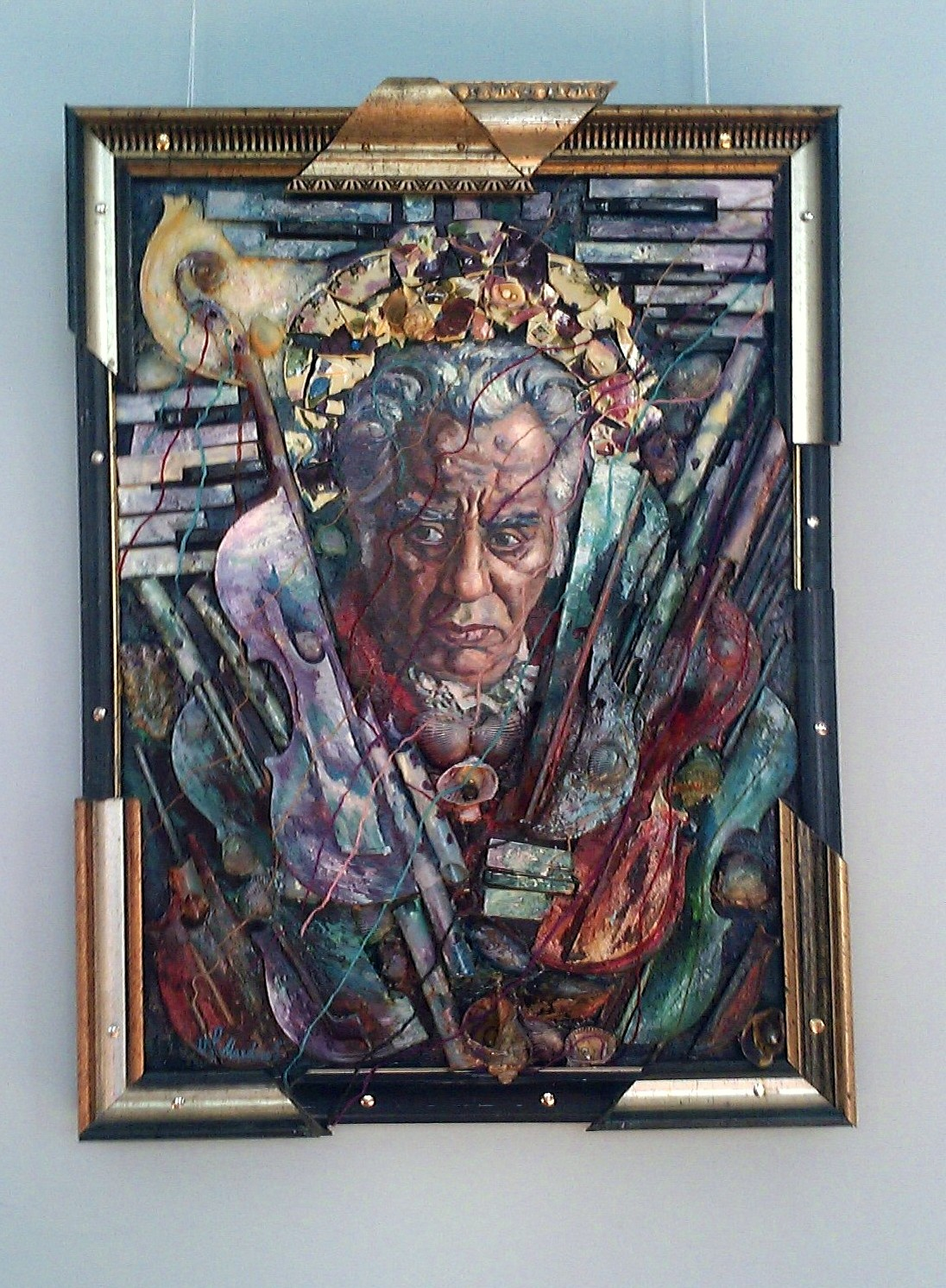

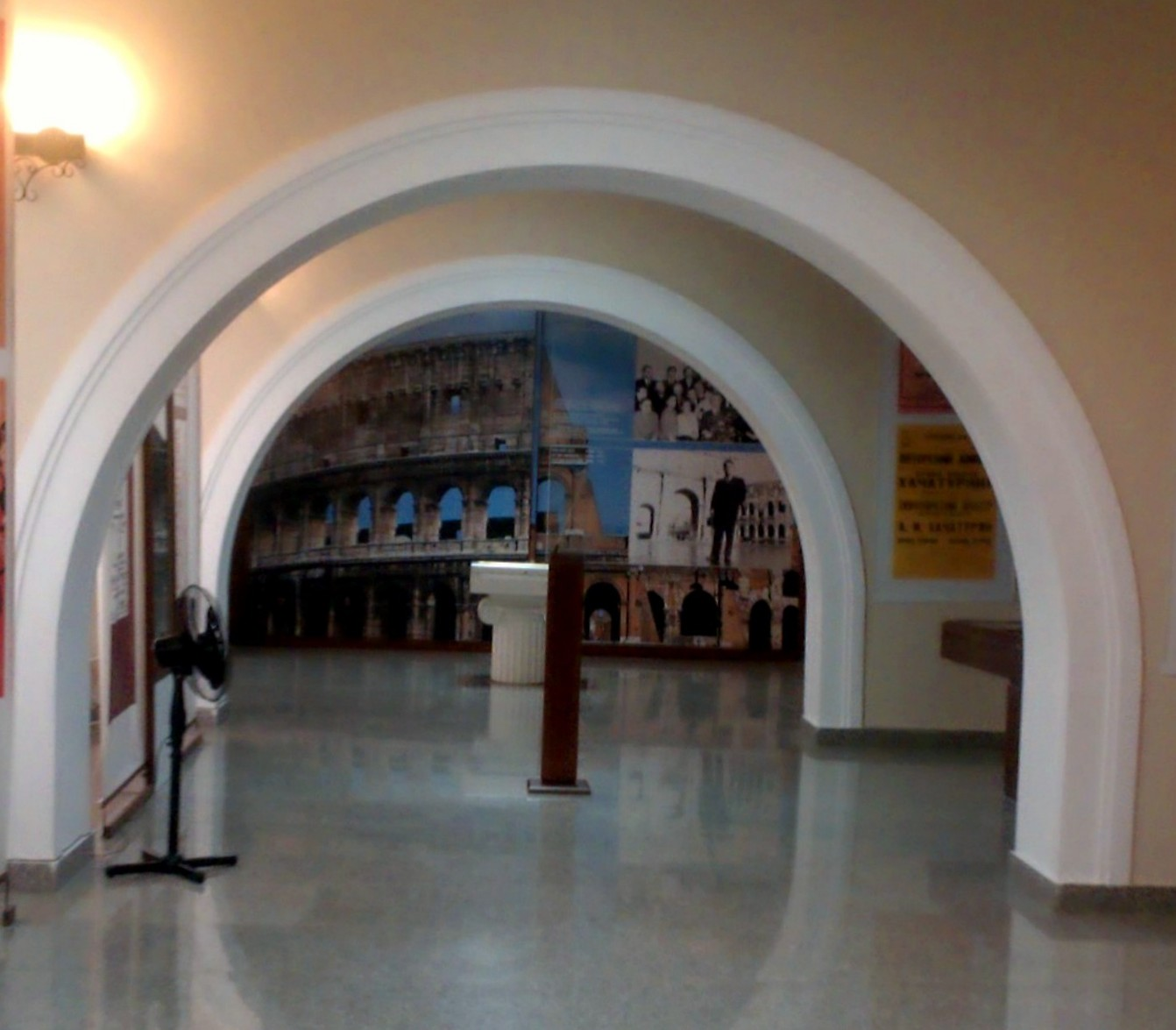
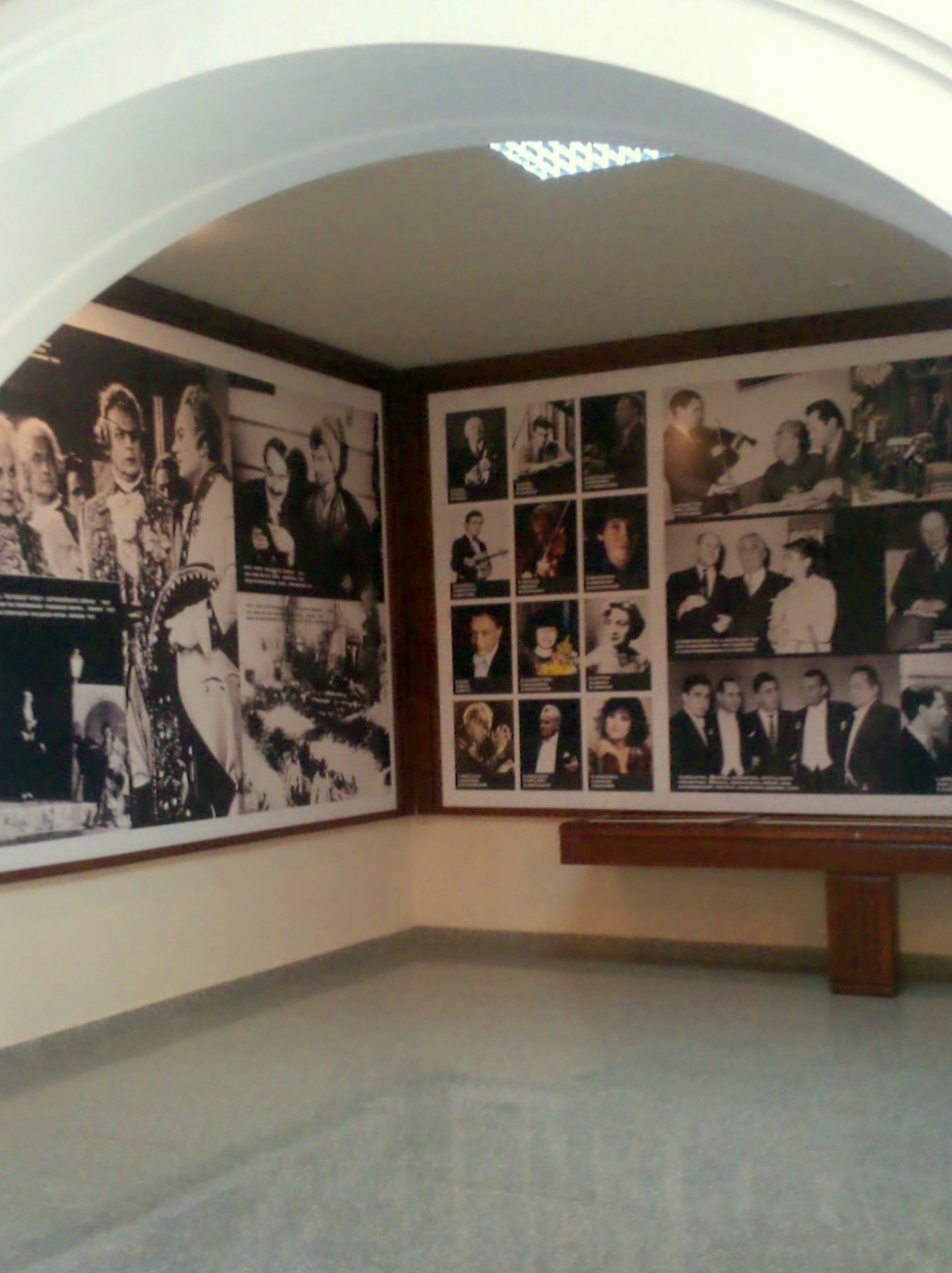